# Plachetnice
Plachetnice je loď, která je poháněna silou větru. Pohyb zvaný plachtění jí umožňují plachty, připevněné na stěžních a ráhnech. Plachetnice se staly možná prvními dopravními prostředky, které využívaly k pohybu jinou sílu, než sílu lidských či zvířecích svalů (kromě síly větru bylo ale možno vždy použít k dopravě i gravitační sílu Země).

## Historie
Využívání plachetnic je doloženo už od starověku. Kolébkou plachetnic je Indonésie, kde se na pirogách a katamaránech plavili lidé již před 4000 lety. Později se používaly plachetnice i ve starém Egyptě a pravděpodobně i v Mezopotámii.
Systém plachetnic byl postupně zdokonalován a byly využívány v dopravě i vojenství. I většina velkých zeměpisných objevů byla uskutečněna za pomoci plachetnic. Ještě na konci 19. století byly plachetnice ve vhodných oblastech s pravidelným vzdušným prouděním schopny konkurovat parníkům svou rychlostí. Během konce 19. a ve 20. století byly ale prakticky ze všech oborů vodní dopravy vytlačeny parníky a motorovými loděmi. V současné době jsou plachetnice využívány k rekreaci, sportu a jako školní lodě.

## Princip
Principem plachetnice je využívání kinetické energie větru. U prvních plachetnic se jen využívalo síly, vzniklé aerodynamickým odporem vzduchu, působícího na plachtu postavenou kolmo na směr větru. Tento způsob umožňoval plavbu jen ve směru větru. Později byly plachty a samotná konstrukce plachetnic zdokonalovány a byla objevena možnost postavit plachty ve vhodném úhlu k větru a tak plout i kolmo na směr větru či dokonce šikmo proti němu. Postup, kdy se plachetnice pohybuje klikatým kursem proti směru větru se nazývá křižování proti větru.

## Hybridní pohon
Kromě čistých plachetnic, poháněných prakticky výhradně silou větru, existovaly v historii i lodě s kombinovaným pohonem, kde plachty hrály doplňkovou roli, nebo byly rovnocenné s jiným druhem pohonu. Sem patří mnoho starověkých a středověkých typů veslic (například drakkar a galéra), nebo novověké plachetní parníky.
V novodobé historii se pak objevují pokusy o využití síly větru k pohonu lodí netradičními způsoby – příkladem mohou být plachty z pevných materiálů či Flettnerův rotor.

## Lední jachty
Sílou větru na zamrzlé vodní hladině jsou také poháněny lední jachty, tedy speciální vozidla vybavená bruslemi a plachtami (lodní třída DN).

## Třídy sportovních plachetnic - okruhový jachting v ČR

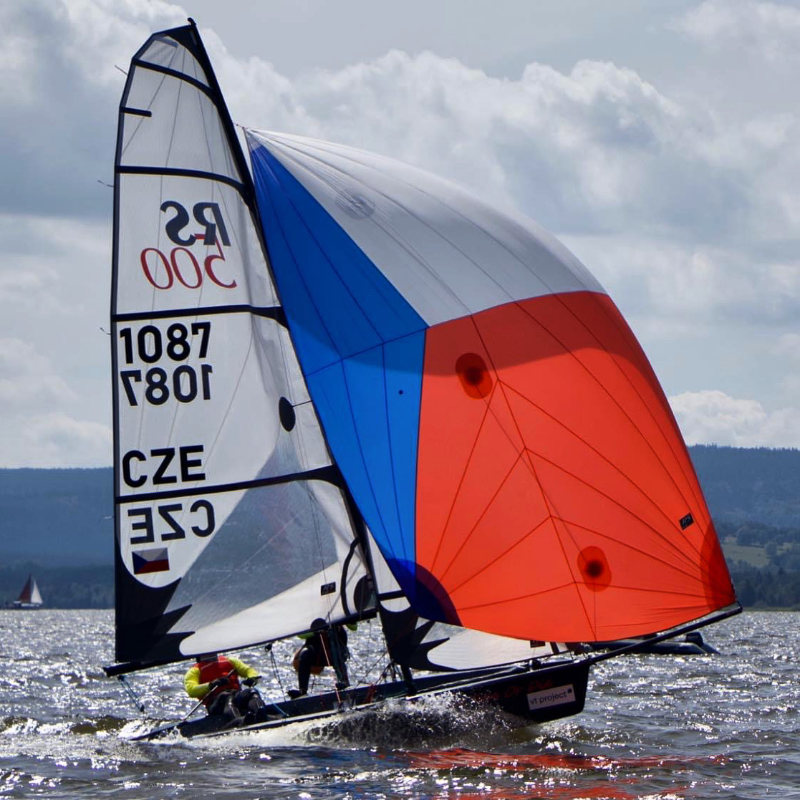
Plachetnice RS500 pro mládež a dospělé.

## Příklady druhů plachetnic

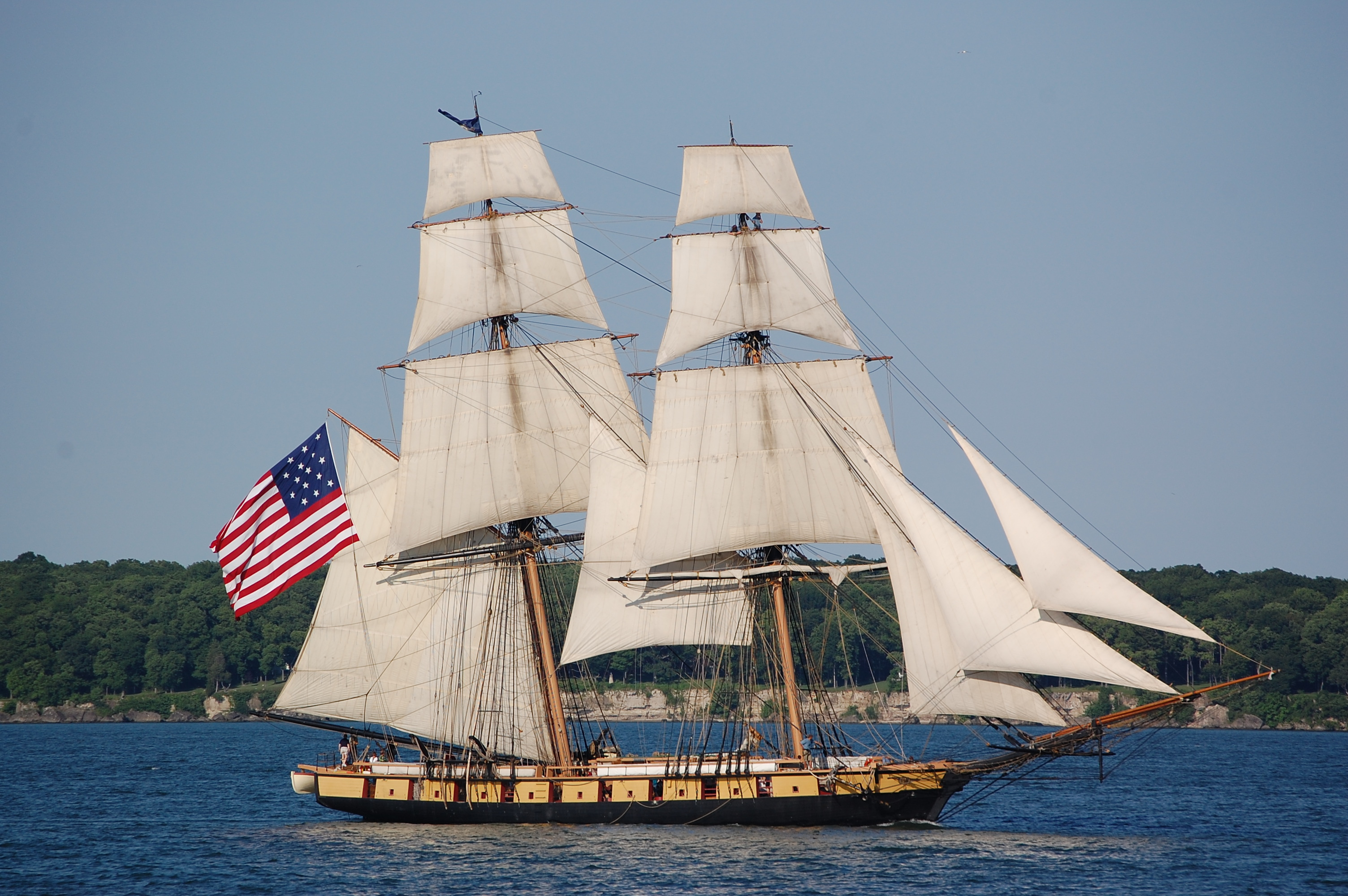
Americká briga Niagara

- bark
- briga
- brigantina
- džunka
- fregata
- jola
- karaka
- karavela
- klipr
- koga
- korveta
- galeona
- pinasa
- šalupa
- škuner
- skiff
- sportsboat
- foiler
- katamaran - vícetrupá plachetnice
- trimaran - vícetrupá plachetnice

## Třídy sportovních plachetnic - okruhový jachting v ČR[1]

### Pro děti a mládež:

#### Jednoposádkové
- Optimist
- RS Tera

#### Dvouposádkové
- RS Feva
- Cadet
- 29er
- RS500

### Ostatní:

#### Jednoposádkové
- Laser
- Evropa
- Finn
- RS Vareo
- RS Aero
- RS700
- Waszp - Moth
- 2.4m
- DN

#### Víceposádkové
- RS400
- RS500
- RS800
- 49er
- 420
- 470
- Vaurien
- Pirát
- Fireball
- Flying Dutchman
- Star
- RS21
- Melges 24

#### Vícetrupé
- Tornádo